# Villeréal
Villeréal é uma comuna francesa na região administrativa da Nova Aquitânia, no departamento de Lot-et-Garonne. Estende-se por uma área de 13,92 km². Em 2010 a comuna tinha 1 320 habitantes (densidade: 94,8 hab./km²).